# Dvočlena operacija
Dvočléna operácija (tudi binárna operácija) na množici S je v matematiki dvomestna funkcija, oziroma operacija oblike   f : S × S → S.
Dvočlene operacije po navadi zapišemo z vsajenim zapisom, kot je a + b, a · b, a * b ali a × b in ne s funkcijskim zapisom oblike   f  (a, b). Včasih jih zapišemo tudi poleg a b ·.
Veliko zanimivih dvočlenih operacij je komutativnih ali asociativnih.
Značilni dvočleni operaciji sta aritmetični operaciji seštevanja ali množenja števil ali množenja matrik kot tudi sestava (kompozicija) funkcij. Če imamo množico M in dve funkciji   r : M → M in   s : M → M. Potem je   r  o   s : M → M funkcija, določena z (  r  o   s ) (x) =   r (  s (x)) za vse x {\displaystyle \in } M. Na ta način je določena asociativna dvočlena operacija o na množici S vseh funkcij iz M v M.
Dvočlene oparacije so temelj algebrskih struktur, ki jih proučuje abstraktna algebra in so del grup, monoidov, polgrup, kolobarjev.